# Julie Andrieu
Julie Andrieu (París, 27 de febrer de 1974) és una presentadora de televisió i crítica gastronòmica francesa.

## Biografia
Julie Andrieu és filla de la actriu Nicole Courcel, que va ser abandonada pel seu marit durant l'embaràs de Julie. Mare i filla es van instal·lar durant un any a la casa de Jean-Pierre Coffe. Julie té una germanastra i un germanastre per part del seu pare. És cosina de l'escriptor Marc Levy i de l'actriu Cathy Andrieu (coneguda pels seus papers en produccions d'AB) i és familiar de l'escriptor Alexandre Jardin.
Als 17 anys, després d'obtenir el batxillerat literari el 1991, va fer un recorregut hippie, viatjant sola durant diversos mesos per Nepal, Índia i Sri Lanka. Va realitzar fotoperiodisme venent les seves imatges a les revistes Paris Match i Elle. Es va convertir, als 18 anys, en fotògrafa de France Soir, on va conèixer el també fotògraf Jean-Marie Périer, trenta-quatre anys més gran que ella, amb qui va conviure. Als 20 anys va aprendre a preparar plats petits per complaure la seva parella.
Després que Périer la convencés perquè renunciés als seus plans com a fotògrafa, Julie es va dedicar al món de la cuina. El 1999 va publicar el seu primer llibre de cuina, La Cuisine de Julie, i es va convertir en crítica gastronòmica de la guia Lebey durant 10 anys.

## Carrera en ràdio i televisió
Des del 2001, ha estat amfitriona de molts programes de televisió i ràdio:
- al canal Téva, 2001, Tout un plat;
- a la ràdio RMC Info, 2002, emet Votre table;
- al canal Cuisine.tv, 2003, va transmetre a Julie autour du monde;
- Al canal TF1, 2004-2005, va emetre diàriament Julie cuisine, on en 90 segons donava una recepta;
- a la ràdio Europa 1, 2005, programa setmanal Droit dans le buffet;
- Al canal France 5, 2007, transmissió setmanal Fourchette et sac à dos (Forquilla i motxilla);
- Al canal France 3, 2009, espectacle diari de Côté cuisine;
- Al canal France 3, 2012, programa setmanal Els quaderns de cuina de la Julie.[4]

Des de setembre de 2009 és columnista de cuina al programa diari C à vous presentat per Alessandra Sublet a France 5. Julie dona una recepta cada nit durant l'espectacle, alternant amb Babette de Rozières i Luana Belmondo. Durant l'embaràs d'Alessandra Sublet, fins al juny del 2012, es va fer càrrec del seu reemplaçament tots els divendres.
També treballa al setmanari Télé 7 jours per a la secció de la À table. També ha escrit molts llibres de consells i receptes, publica al seu lloc web i produeix una sèrie d'espectacles, Julie chez vous, on visita personatges anònims per fer un inventari dels seus armaris, aconsellar i desenvolupar una recepta amb els ingredients que es troba als seus rebosts.

## Vida privada
Després de la seva relació amb Jean-Marie Périer es va casar amb el neurocirurgià francès Stéphane Delajoux, l'agost de 2010.
Va donar a llum, a l'octubre del 2012, un nen anomenat Hadrien.